# Wonhwa
Les Wonhwa (en hangul, 원화; en hanja, 源花; literalment, «flors originals») eren una classe de dones guerreres i de gran bellesa del regne de Silla del segle vi, un dels Tres Regnes de Corea, si bé la naturalesa exacta i les activitats de les Wonhwa són confuses i alguns erudits postulen que també podrien haver estat belleses de la cort o cortesanes. No obstant això, considerant que van ser entrenades en ètica, això pot ser una lectura patriarcal posterior a les pròpies Wonhwa. Les dones van exercir un paper social molt més prominent en la Corea pre-dinastia Joseon, especialment a Silla, que fou governat per tres reines en la seva història.
Aquest cos femení fou creat durant el regnat del rei Jinheung, i estava liderat per dues dones, Nammo (南毛) i Junjeong (俊貞), que tenien unes 300 O 400 seguidores escollides per la seva bellesa i habilitat, així com per atributs com la pietat fraternal i filial, lleialtat i sinceritat. Aquest no és l’úinic grup format per habilitats especials, però també basat en el seu aspecte (un grup ideal de guerrers) en el regne de Silla, ja que també trobam l'exemple dels Hwarang (o «Joves de Flor»), la versió masculina de les wonhwa: guerrers de gran bellesa i virtut que s’engalanaven amb robes elegants i l’ús de cosmètics.
Segons la llegenda, entre Nammo i Junjeong sorgí una forta rivalitat que dugué a Junjeong a convidar a Nammo a una festa. Un cop allà la va fer beure una gran quantitat d’alcohol i, quan veié que es trobava molt èbria, la llançà al riu nord, causant-li la mort. Les seguidores del Nammo la cercaren i ii va fer una cançó perquè els nens la cantessin pels carrers. Un grup d'aquestes persones va trobar el cos de Nammo i Junjeong va ser executada. Després d’aquest assassinat, la classe wonhwa va ser abolida i substituïda pels Hwarang, totalment masculina.
Posteriorment, es va concedir el títol de Wonhwa a les dones líders espirituals dels Hwarang. "El terme Won Hwa sovint s'utilitza incorrectament per representar un sol individu; de fet, Won Hwa era un grup de monges budistes molt venerades que guiaven espiritualment aquests guerrers monàstics budistes."